# Klášter Seitenstetten
Klášter Seitenstetten je benediktinský klášter v Dolních Rakousích, na půl cesty mezi městy Amstetten a Steyr, v obci Seitenstetten.

## Historie
Připomíná se poprvé 24. dubna 1109, kdy šlechtic Udalschalk z Stille a jeho švagr Reginbert z Hagenau předali klášteru v Pasově malý kanovnický klášter, který se nacházel u dnešního hřbitovního kostela sv. Víta v Seitenstettenu. Kanovníci se měli zabývat duchovní péči v tehdejší velkofarnosti Wolfsbach, to se však ale nestalo a proto byl konvent rozpuštěn a zboží kláštera se vrátila zakladatelům.
Roku 1112 založil nyní již jen Udalschalk na dnešním místě nový klášter, tentokrát mnišský, kterému dal všechny své majetky v Seitenstettenu, v Grünbachu a Heftu (fara Gastpolsthofen) a v Stille (fara Hofkirchen, obě v Horním Rakousku). V klášteře se roku 1114 usadili benediktini z Göttweigu. O dva roky později byl klášter vysvěcen Ulrichem z Pasova, Udalschalkovým příbuzným a darována mu fara Aschbach. Roku 1142 obdržel klášter od biskupa Reginberta z Pasova též velkofaru Wolfsbach. Z těchto dvou velkofar pochází všech čtrnáct far, které klášter drží dodnes.